# Le Chant du Monde

Le Chant du Monde es una casa de música y un sello discográfico de Francia, creado en 1938 por Léon Moussinac, especializada principalmente en registrar música tradicional y folklórica de diversas partes del mundo, música clásica y música infantil.

## Historia
Le Chant du Monde fue creado en 1938 por el historiador del cine Léon Moussinac. El comité de padrinazgo estaba integrado por músicos y compositores prestigiosos como Georges Auric, Roger Désormière, Arthur Honegger, Charles Koechlin, Darius Milhaud, Francis Poulenc, Manuel Rosenthal y Albert Roussel. 
Una de sus primeras actividades fue la organización de conciertos de música clásica, con músicos como Dmitri Shostakóvich, por entonces desconocido para el público francés. Le Chant du Monde fue la primera empresa francesa en dedicarse a la doble actividad de editor gráfico y fonográfico.
Durante la Segunda Guerra Mundial (1939-1945) su actividad fue prohibida. Luego de la guerra la empresa se orientó a realizar las Ediciones Sociales Internacionales, firmando contratos de edición con Serguéi Prokófiev, Dmitri Shostakóvich, Aram Jachaturián y del dúo Leda y María (Leda Valladares y María Elena Walsh), y publicando los primeros registros discográfícos de Léo Ferré, Mouloudji y Cora Vaucaire, así como ediciones consaratorias de Colette Magny, Atahualpa Yupanqui, Uña Ramos y Vladimir Vissotsky. 
También publicó, con asesoría del Musée de l'Homme y del CNRS, una antología de la música tradicional y folklórica, como los Cantos Selk'nam de Tierra del Fuego registrados por Anne Chapman. También se dedicó a la publicación de discos dirigidos al público infantil, como el célebre álbum Pierre et le Loup (Pedro y el lobo) con Gérard Philipe y Gennadi Rozhdéstvenski, de 1958.
En la década de 1950 Le Chant du Monde acordó representar a la firma soviética Mélodiya, para difundir en Francia los registros de Oistrakh, Rostropóvich, Kondrashin, Richter, Svetlanov, entre otros.
En 1990 Le Chant du Monde fundó con la empresa Harmonia Mundi en Moscú, la sociedad mixta de edición fonográfica Saison Russe, dedicada inicialmente a registrar la música rusa de todas las épocas, y que luego registraría también todas las sinfonías de Mahler por Evgueni Svetlanov.
Le Chant du Monde es la editora y propietaria de los derechos) de temas tradicionales como "Plaine, ma Plaine", "L'internationale", la Suite de Jazz n°2 de Shostakóvich, o la Danza del sable de Jachaturián.
La compañía se fusionó en 1993 con el distribuidor y sello musical francés Harmonia Mundi, con sede en Arlesian, que se centraba más en la música clásica.
En noviembre de 2016, Music Sales (ahora Wise Music Group) adquirió la división de edición musical de Le Chant du Monde del Grupo PIAS.